# 尼古拉斯·吉尔曼
小尼古拉斯·吉尔曼（Nicholas Gilman, Jr.，1755年8月3日—1814年5月2日），是一名美国政治家，参加過美国独立战争及担任大陆会议代表，并且代表新罕布什尔州签署《美国宪法》。在前四届国会中，他担任美国众议员，於1804年担任美国参议员。
他的兄弟约翰·泰勒·吉尔曼也是一名积极的政治家，担任了新罕布什尔州州长和菲利普斯埃克塞特学院的主要赞助人達14年。他们兄弟童年时期在埃克塞特的房子成为了当今的美国独立博物馆。

## 早年生活

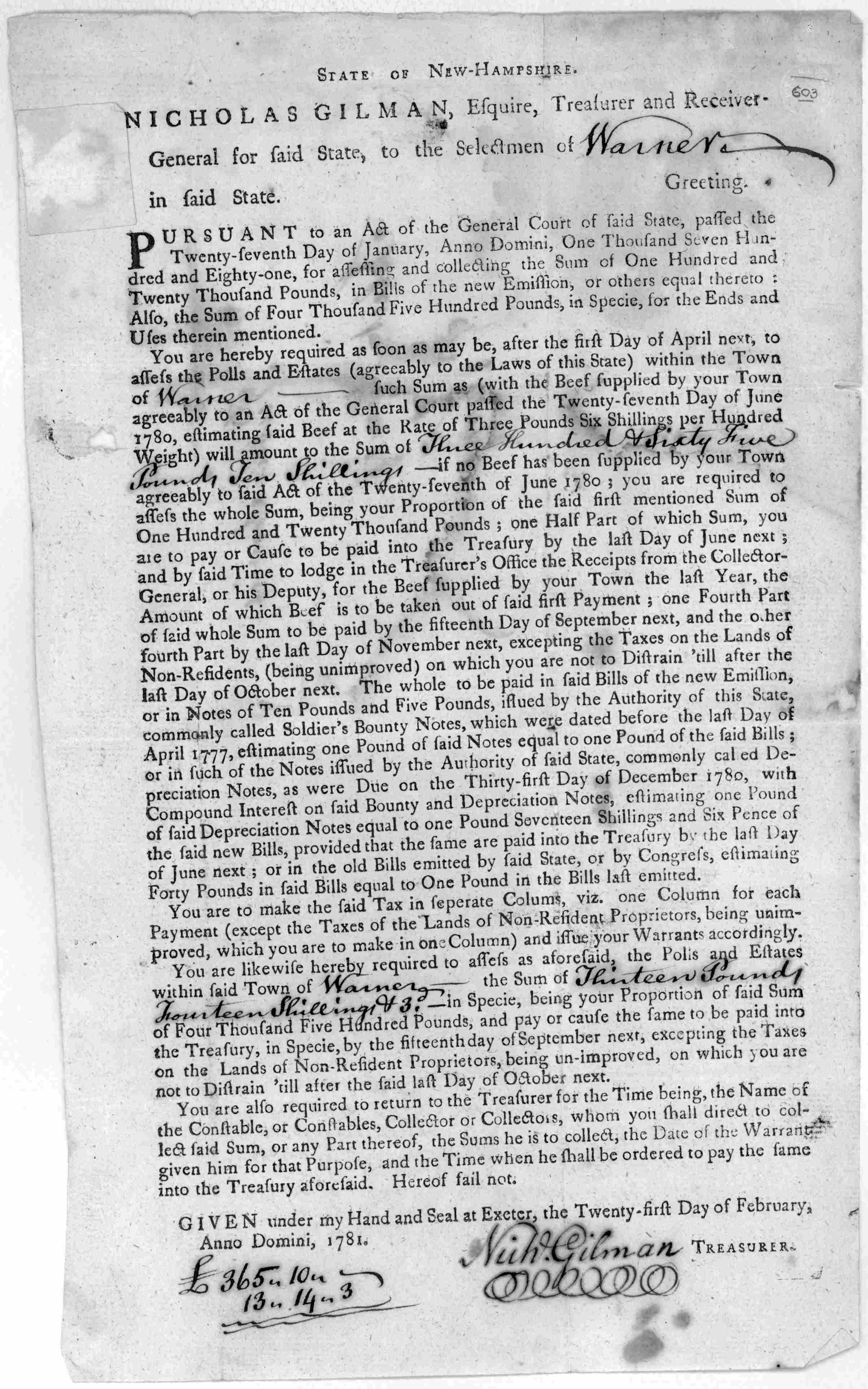
1781年，新罕布什尔州财务官吉尔曼发布的命令

吉尔曼在他的八个兄弟姐妹中排名老二。他的出生伴随着法国印第安人战争爆发，并从小就对军事指责有浓厚兴趣。他毕业于当地的公立学校，随后在父亲的贸易所担任书记员，并很快牵连到殖民地与大英帝国之间的矛盾。当时新英格兰的商人尝试突破大英帝国设置的“有益的忽视”（salutary neglect）条款，并认为大英帝国的政策削弱了美国商人的利益。吉尔曼的父亲，最终和纳撒尼尔·福尔松、伊诺克·普尔一道成为当地的爱国者领袖。
在1775年列克星敦与康考特战役爆发后，他代表当地社群，参加新罕布什尔省议会，并起草了138个州宪章。在美国独立战争中，他担任本州的财务官。而长兄约翰·吉尔曼，也在埃克塞特营中担任中士，并在波士顿附近的作战。三十二岁的尼古拉斯随后参加了大陆会议。

## 独立战争
1776年11月，新罕布什尔立法委员会任命年轻的尼古拉斯·吉尔曼担任新罕布什尔第三团的行政官，并在团长亚历山大·斯科梅尔指挥下统一作战。新罕布什尔第三团作战英勇并屡立战功，随后成为华盛顿将军的大陆军主力之一。1777年，他与其他部队前往提康德罗加堡，以阻挡英军从加拿大进攻纽约。

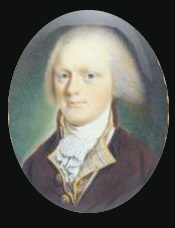
1790年的尼古拉斯·吉尔曼小型肖像画，约翰·拉梅奇所画，藏于温特图尔博物馆

在那个夏天前期，美军成功拖延英军的进攻和运输，并为新英格兰军的机动作战（特别是约翰·兰登领导的新罕布什尔第三团）创造了时机。这也帮助霍雷肖·盖茨将军在萨拉托加一线建立防线，阻挡伯戈因的进一步进攻。在这些战役中，吉尔曼协助斯科梅尔招募和训练新兵，并率部参与萨拉托加战役，这场战役是美国独立战争转折点。正是这场战役的胜利，树立了大陆军对英军的优势地位。
然而这场战役并没有带给吉尔曼或者斯科梅尔任何喘息。在一周后，新罕布什尔第三团调往费城附近重兵设防。而当时美国首都已经被英军占领，新英格兰军被迫在福吉谷承受寒冷的冬天。吉尔曼的职位也到了指挥一级，当华盛顿将军任命斯科梅尔为大陆军民兵指挥官，吉尔曼也被名斯科梅尔的助理。1778年，他获得上尉头衔。
在随后的战争中，他与大陆军的军事领导们保持亲密的联系，他的职责是保持军队中的任务联接，包括华盛顿将军、施托伊本男爵、亨利·诺克斯、弥敦内尔·格连等等。他随后参与了蒙茅斯战役和约克镇战役，并继续率领着新罕布什尔部队。然而亚历山大·斯科梅尔的去世，使得他对这场胜利的乐趣索然全无。1783年，他父亲去世后，吉尔曼离开了军队并返回埃克塞特，继承父亲的事业。

## 立法者

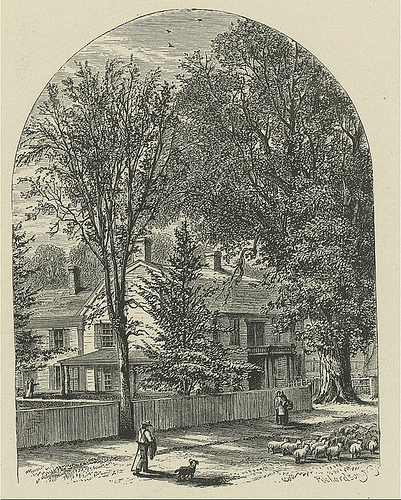
尼古拉斯·吉尔曼的旧宅

吉尔曼仅仅担任了非常短期的商人，随后他继续从政并担任立法官。在效力于大陆军时，他吸取了很多开国者的想法，包括乔治·华盛顿和亚历山大·汉密尔顿。这些影响力，以及父亲的作为及他此前的领导组织经验，驱使着这位年轻的老兵返回政治生涯。1786年，新罕布什尔立法机关任命他担任大陆会议的代表，同年他被选为安纳波利斯会议的代表。
1786年，马萨诸塞州西部的骚乱，使得他计划改变邦联条例的现状，并在次年担任制宪会议代表。尽管他和另一个代表约翰·兰顿抵达费城时，制宪会议已经召开，他们仍然立即参加到辩论中，并帮助各方妥协形成最终的美国宪法。
1789年，美国国会成立，他担任了四期的参议院议员。与此同时，他的兄弟约翰·吉尔曼已经担任新罕布什尔州长。1800年，他返回家乡，并担任州议会议员。与此同时，他的政治主张开始出现偏移。他虽然作为一个强硬的国家主义者，支持联邦党人组建起合众国。但是当美国成立后，吉尔曼渐渐意识到应当保护公民权益，以避免政府权力的滥用。因此，他转为支持杰斐逊的民主共和党，并在1801年，接受杰斐逊的任命，担任联邦破产委员会委员。1804年，他被选为美国参议院议员。1812年，参议院在对大英帝国的战争决议投票时候，19票支持13票反对，吉尔曼是13个反对战争的参议员之一。尽管新罕布什尔的人在立法争议中很少发言，他的同事们仍然重视他的政治影响力。他担任参议员，直至1814年当他从华盛顿回家休息的路上去世。

## 相关
- 莱德-吉尔曼故居（英语：Ladd-Gilman House）